# Kimbirila-Nord
Kimbirila-Nord è una città e sottoprefettura della Costa d'Avorio appartenente al dipartimento di Minignan. Conta una popolazione di 4 932 abitanti (censimento 2014).